# WWE 205 Live
WWE 205 Live oder einfach 205 Live oder 205 war ein Fernsehformat von World Wrestling Entertainment (WWE), das seit dem 29. November 2016 unmittelbar nach SmackDown Live auf dem WWE Network ausgestrahlt wurde. Diese Show zeigte exklusives Hintergrundmaterial und baut auf Fehden der Cruisergewicht-Wrestler des RAW-Rosters, welche bei RAW weitergeführt wurden. Die Zahl 205 steht für das Gewichtslimit der Cruiserweights von 205 amerikanischen Pfund. Am 18. Februar 2022 wurde 205 Live durch NXT Level Up ersetzt. In Deutschland, Österreich und der Schweiz konnte man die Sendung nur auf dem WWE Network verfolgen.

## Geschichte

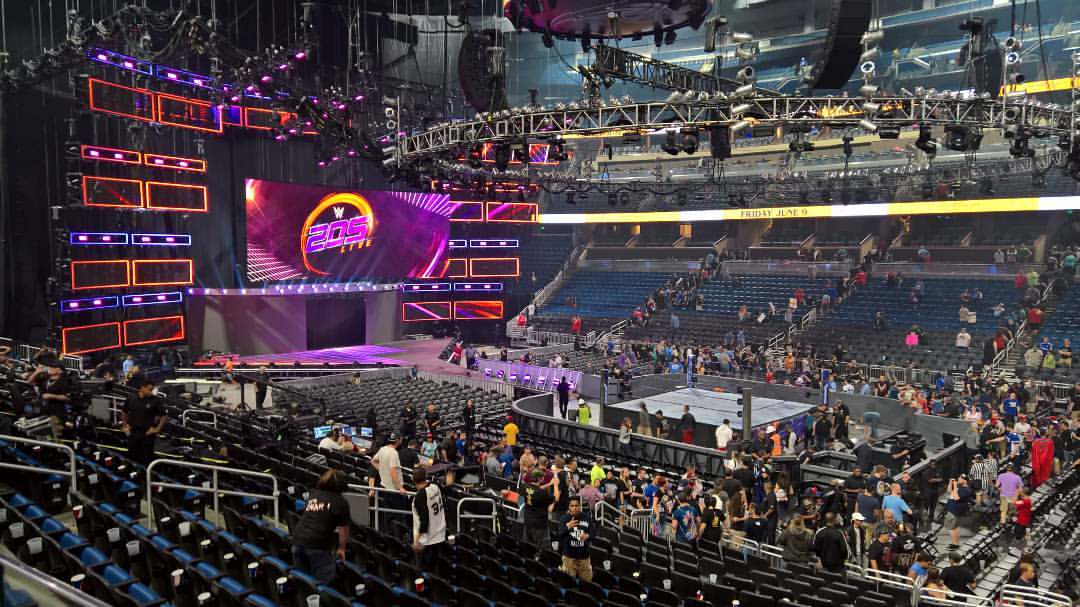
Die 205 Live Kulisse

Am 25. Mai 2016 gab die WWE auf einer Pressemitteilung bekannt, dass der Roster Split oder die Brand Extension, die 2002 eingeführt und Ende 2011 eingestellt wurde, zurückkehren wird. Durch den Roster Split wurde auch die Cruiserweight-Division wieder eingeführt. Den ersten Schritt machte man, indem die WWE am 18. Februar 2016 die Cruiserweight Classic, das erste Cruiserweight-Turnier in der Geschichte der WWE, angekündigte. Am Turnier nahmen 32 Cruiserweight-Wrestler aus der ganzen Welt teil. Mit T.J. Perkins, den späteren Turniersieger, wurde am 14. September 2016 nicht nur der Sieger der Cruiserweight Classic, sondern auch der erste Titelträger der WWE Cruiserweight Championship ermittelt. Die Cruiserweight traten anfangs nur bei RAW auf, bis am 2. November 2016 die neue Show WWE 205 Live angekündigt wurde. Die Show wurde eingeführt, damit die Cruiserweight-Division eine Show hat, wo sie ihre Fehden besser aufbauen können. Die Premiere von WWE 205 Live wurde am 29. November 2016 ausgestrahlt. Am 11. Februar 2022 wurde die letzte Episode auf dem WWE Network ausgestrahlt. Seit dem 18. Februar wurde 205 Live durch NXT Level Up ersetzt.